# Plebiscito de reforma constitucional sobre allanamientos nocturnos en Uruguay

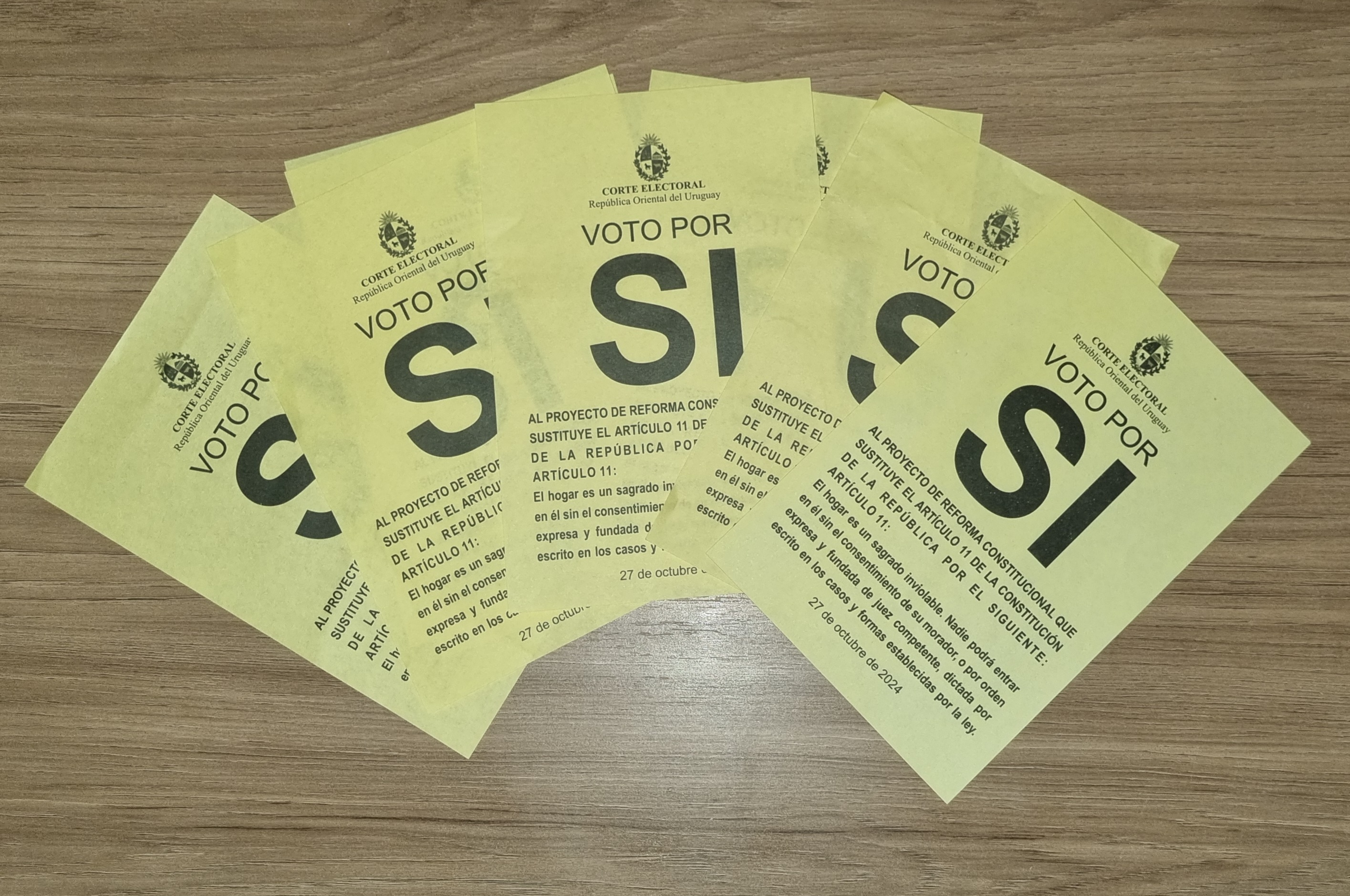
Papeletas de votación para el plebiscito.

El plebiscito de allanamientos nocturnos fue una consulta popular que se llevó a cabo en Uruguay el domingo 27 de octubre de 2024, en simultáneo con las elecciones generales y el plebiscito en materia de seguridad social, y cuyo objetivo era reformar la Constitución para habilitar los allanamientos nocturnos.  La propuesta fue rechazada por 6 de cada 10 votantes.
La Constitución uruguaya, en su undécimo artículo, contempla únicamente los allanamientos diurnos, al establecer que de noche nadie puede ingresar en el hogar sin consentimiento, y de día, solo por orden judicial. De esta forma, es una de las pocas Cartas del mundo que contiene esta prohibición.

## Antecedentes y contexto
En conjunto con las elecciones generales de 2019, se realizó un plebiscito constitucional, que entre las varias reformas propuestas, se incluía la modificación del Artículo 11 de la Constitución de la República para habilitar la realización de allanamientos nocturnos. En esa instancia, la enmienda fue rechazada al recibir tan solo el 46,83% del respaldo de la ciudadanía, frente al 50% requerido. El texto constitucional vigente reza así: 

"El hogar es un sagrado inviolable. De noche nadie podrá entrar en él sin consentimiento de su jefe, y de día, sólo de orden expresa de Juez competente, por escrito y en los casos determinados por la ley"
Artículo 11, Capítulo I, Sección II sobre Derechos, Deberes y Garantías, Constitución de la República.

A mediados de 2023, se reanudó la discusión en torno al tema, y a fines de año, desde el Partido Nacional se decidió impulsar un proyecto de reforma. El procedimiento seguido fue el establecido en el literal B del Artículo 311 de la Constitución, en el cual se requiere la adhesión al proyecto, de dos quintos del total de componentes de la Asamblea General, es decir, de 52 legisladores, entre senadores y representantes. El 20 de diciembre, 71 senadores y diputados de la Coalición Multicolor –compuesta por los partidos Nacional, Colorado, Independiente, Cabildo Abierto y De la Gente,– y del Partido Ecologista Radical Intransigente, firmaron presentar un proyecto de reforma constitucional. Recibió el apoyo de todos los partidos, con excepción del Frente Amplio.
En texto propuesto era el siguiente: 

"El hogar es un sagrado inviolable. Nadie podrá entrar en él sin consentimiento de su morador, o por orden expresa y fundada de juez competente, dictada por escrito en los casos y formas establecidas por la ley"

## Encuestas
|                               |                                        |        |       |       |             |  |  |  |  |  |  |  |
| Elecciones generales          | 27 de octubre de 2024                  | 39,36% | —     | —     | No aprobado |  |  |  |  |  |  |  |
|                               |                                        |        |       |       |             |  |  |  |  |  |  |  |
| Opcion Consultores            | 17–23 de octubre de 2024               | 54%    | 36%   | 10%   | Aprobado    |  |  |  |  |  |  |  |
| Factum                        | 16–22 de octubre de 2024               | 56%    | 41%   | 3%    | Aprobado    |  |  |  |  |  |  |  |
| Equipos Consultores           | 8–22 de octubre de 2024                | 55%    | 39%   | 6%    | Aprobado    |  |  |  |  |  |  |  |
| Usina de Percepción Ciudadana | 18–22 de octubre de 2024               | 46%    | 41%   | 13%   | No aprobado |  |  |  |  |  |  |  |
| Data 360                      | 19–21 de octubre de 2024               | 49,3%  | 50,7% | 50,7% | No aprobado |  |  |  |  |  |  |  |
| Cifra                         | 11–20 de octubre de 2024               | 50%    | 40%   | 10%   | Aprobado    |  |  |  |  |  |  |  |
| Factum                        | 28 de setiembre - 6 de octubre de 2024 | 56%    | 41%   | 3%    | Aprobado    |  |  |  |  |  |  |  |
| Opción Consultores            | 23 de setiembre - 2 de octubre de 2024 | 58%    | 35%   | 7%    | Aprobado    |  |  |  |  |  |  |  |
| Usina de Percepción Ciudadana | 27–30 de setiembre de 2024             | 49%    | 36%   | 15%   | No aprobado |  |  |  |  |  |  |  |
| Equipos Consultores           | 11–23 de setiembre de 2024             | 60%    | 35%   | 5%    | Aprobado    |  |  |  |  |  |  |  |
| Cifra                         | 13–26 de setiembre de 2024             | 50%    | 38%   | 12%   | Aprobado    |  |  |  |  |  |  |  |
| Usina de Percepción Ciudadana | 29 de agosto–1 de setiembre de 2024    | 52%    | 28%   | 20%   | Aprobado    |  |  |  |  |  |  |  |
| Equipos Consultores           | 14 de agosto–1 de setiembre de 2024    | 64%    | 31%   | 5%    | Aprobado    |  |  |  |  |  |  |  |
| Data 360                      | 25–31 de agosto de 2024                | 52%    | 31%   | 16%   | Aprobado    |  |  |  |  |  |  |  |
| Cifra                         | 16–27 de agosto de 2024                | 59%    | 30%   | 11%   | Aprobado    |  |  |  |  |  |  |  |
| Opción Consultores            | 15–27 de agosto de 2024                | 64%    | 28%   | 8%    | Aprobado    |  |  |  |  |  |  |  |
| Factum                        | 27 de julio–8 de agosto de 2024        | 68%    | 27%   | 6%    | Aprobado    |  |  |  |  |  |  |  |
| Nómade Consultora             | 29 de julio–4 de agosto de 2024        | 63,8%  | 27,7% | 8,5%  | Aprobado    |  |  |  |  |  |  |  |
| Equipos Consultores           | 17–30 de julio de 2024                 | 69%    | 25%   | 6%    | Aprobado    |  |  |  |  |  |  |  |
| Opción Consultores            | 15–25 de julio de 2024                 | 65%    | 28%   | 8%    | Aprobado    |  |  |  |  |  |  |  |